# Mimetus sinicus
Mimetus sinicus är en spindelart som beskrevs av Song och Zhu 1993. Mimetus sinicus ingår i släktet Mimetus och familjen kaparspindlar. Inga underarter finns listade i Catalogue of Life.